# 佐香厚子
佐香 厚子（さこう あつこ、1956年〈昭和31年〉11月23日 - ）は、日本の漫画家。岩手県宮古市出身、盛岡市在住。1977年、神奈川県立外語短期大学卒業。
1977年、『週刊少女コミック』（小学館）の4月24日号に『いちごパフェでデート』が掲載されデビューする。

## 概要
1977年、『ちゃお』（小学館）創刊号にて『雲にのったら』を発表し、以降『ちゃお』で読み切りを多数発表。小学館では『プチセブン』『プチコミック』『Judy』『フォアレディ』で長いことレディスコミックで描き続けた。
小学館のマタニティ雑誌『P-and』『幼児と保育』、学年誌、『ミニレディ百科』シリーズ等、をはじめ、実用育児書　まで多岐にわたる。
その後　あおば出版、竹書房、ぶんか社、双葉社、秋田書店、で執筆。その後も『本当に泣ける話』『愛情物語スペシャル』等の再録雑誌で再録を繰り返している。
代表作は『はまぎく』、『よい子の味方スーパーシッター』、『同居なんて聞いてない!～大婆・小婆 三世代嫁物語～』、『もう怒鳴りたくない、ボクらの落書き』。
『3・11あの日を忘れない』シリーズの第5巻『ステップ!～3.11 宮古田老～』で、同級生の津波体験談を再現。『ばってん生きとっと！』等、障がいのあるお子さんを抱える家族のドキュメントも描いている。
2004年、安達祐実主演でTBS「愛の劇場」で『よいこの味方スーパーシッター』がドラマ化された。
45年間描き続け、作品数は多い。最新作はネット配信連載『太っちょ妊婦　移住する　シングルマザーの町』（2021年時点）。デジタル配信書店では、初期作品も配信されている。
作者本人の公式ホームページはアーカイブ閲覧のみとなっているが、漫画作品の掲載などの告知はブログやInstagram等のSNSから不定期に発信中（2024年7月時点）。

2024年1月1日、「これが最後の作品になると思います」と作者本人より予告があり、同年4月・小学館のWeb配信レーベル『フラコミlike!』に於いて、長崎県で遺伝子疾患・ヤコブセン症候群患者として生まれた少女・沙里の実話を元に、新たな患者仲間を得ながら生きる家族の物語『ばってん今！！生きとっと』（原案：福山敦子）を描き、全4話の短期連載が配信された。

## 作品リスト

### 単行本
- 立待月居待月（全1巻）
- 竹丸にむかったら札（全1巻）
- 風知り草（全1巻）
- 矢萩の里の物語（全1巻）
- ぴんくの生徒手帳（全11巻）
- 金曜日のピアス（全2巻）
- ぴんくの社員手帳（全2巻）
- あ・ぶ・な・いハイヒール（全7巻）
- 夏の扉（全2巻）
- マリエにお手!（全2巻）
  - 新マリエにお手!
- よい子の味方スーパーシッター（全5巻）- 2004年に「よい子の味方スーパーシッター」のタイトルでドラマ化
- よいこの味方（全2巻）
- 3・11あの日を忘れない - 第5巻「ステップ!～3.11 宮古田老～」

### ネット配信作品
- はまぎく
- 佐香厚子傑作選（『素敵なロマンス ドラマチックな女神たち』）

1. 12歳の妊娠
  1. 12歳の妊娠～北の果ての楽園～
  2. アザだらけの5歳児～花の冠～
  3. どうして少年はビルから飛び降りたのか～柊の森～
2. 壊滅、3.11大津波
  1. 壊滅、3.11大津波～てんでんこ～
  2. 東日本大震災と少年～寄っとでんせ～
3. 姑、代理母になる～棘のある魚～
  1. 姑、代理母になる～棘のある魚～
  2. PTAクラッシャー～ハグ・ミー!ママ～